# 복상사
복상사(腹上死, death during consensual sex ← 합의한 성행위 중 사망, coition death)는 성교 중에 어떠한 이유로 상대의 배 위에서 사망하는 것을 이르는 말이다.
죽음은 수많은 이유로 발생할 수 있으며, 일반적으로는 활동의 육체적 긴장으로 인해, 또 일상적이지 않은, 정상 참작이 가능한 환경에 의해서 일어난다. 언어마다 성교 중 사망에 대한 완곡한 표현이 여럿 있는데, 영어에서는 "dying in the saddle", "death by snu snu", 프랑스어에서는 "la mort d'amour" 등이 사용된다.
성교는 다양한 이점과 위험이 동반된다. 합의적 성교 중 죽음은 전체 돌연사의 약 0.6%를 차지한다. 대통령, 총리, 교황을 포함하여 성교 중이나 성교로 인한 개인의 사망에 대한 유명한 수많은 사례들이 기록되고 보고되었다.

## 건강과 생리학
성적 친밀감과 오르가즘은 "사랑 호르몬"으로도 알려진 호르몬 옥시토신의 수준을 증가시키며, 사람들이 유대감을 형성하고 신뢰를 쌓는 데 도움을 준다. 성적 활동은 또한 여러 기분 회복 전략 중 하나로 알려져 있으며, 슬픔이나 우울감을 해소하는 데 사용될 수 있다.
2011년 《미국의학협회지》의 메타분석에서는 주당 성적 활동이 한 시간씩 추가될 때마다 인구 10,000명-년당 심근경색 2~3건과 급성 심장사 1건의 위험이 증가한다는 것을 발견했다. 성교는 또한 발살바 기법을 통해 지주막하출혈을 유발할 수 있다. 2011년 《성의학저널》에 발표된 메타분석에서는 불륜을 저지른 남성이 충실한 남성보다 성행위 중 심각하거나 치명적인 심장 사건을 경험할 가능성이 현저히 높다는 것을 발견했다. 기저동맥 박리도 성적 활동과 관련하여 보고되었으나, 대부분의 성교성 두통은 본질적으로 양성이다.
합의에 의한 성행위 중 사망은 모든 급사의 약 0.6%를 차지한다. 영국에서 급성 심장사를 겪은 50세 미만의 모든 사람 중 0.2%가 성행위 후 한 시간 이내에 사망했다. 실데나필은 일반적으로 안전한 약물로 여겨지지만, 고령이거나 허약한 남성의 성적 활동 중 급성 심장사와 연관되어 있다. 합의에 의한 성행위 중 다수의 사망이 코카인과 같은 다른 처방약이나 기호용 약물의 사용과 연관되어 있다. 성행위 중 심혈관 원인에 의한 사망의 대부분은 남성에게서 발생한다.
심장 질환인 내피세포 기능장애는 동맥경화증과 발기부전 모두에 기여하는 원인이다. 이러한 질환들 사이의 연관성 때문에, 발기부전 환자들 사이에서 관상동맥심장질환의 비율이 더 높다. 발기부전의 한 가지 치료법은 cGMP 특이적 포스포디에스테라제 5형 억제제인데, 이는 혈압을 낮춤으로써 심장 질환이 있는 환자들이 성관계를 재개할 수 있게 한다. 실데나필을 포함한 이러한 약물들은 포스포디에스테라제의 작용을 억제하여, 물리적으로 자극을 받을 때 음경에서 순환 GMP의 농도가 더 높아지도록 한다. 순환 GMP는 산화질소 경로의 2차 전달자로서, 산화 질소의 혈관 확장 기능을 통해 발기를 담당한다. 급성 심장사는 심근허혈에 의해 발생할 수 있으며, 관상동맥질환 환자에서 성교의 신체적 활동은 심근허혈을 초래할 수 있다. 포스포디에스테라제는 혈압을 낮추고 심장 질환을 치료하는 데 사용될 수 있는 다른 약물들의 상승제 역할을 할 수 있으므로, 부정적인 건강 결과를 방지하기 위해 금기될 수 있다.

## 저명한 예
이 목록은 강간과 같은 비합의적 성행위가 아닌, 합의에 의한 성행위 중이나 직접적으로 그로 인해 발생한 의도적 살인이나 사고사만을 포함한다.
- 교황 요한 12세는 964년 5월 14일에 사망했다. 한 이야기에 따르면 그는 스테파네타라는 여성과 성관계를 갖던 중 마비성 뇌졸중으로 사망했다고 한다. 대신 그 여성의 남편이 성행위 중에 요한을 창문 밖으로 던지거나 망치로 때려 죽였을 가능성도 있다.[18][19][20]
- 영국 총리 파머스턴 자작은 1865년 짧은 병을 앓은 후 사망했다. 그의 죽음의 직접적인 상황에 대해서는 출처마다 의견이 다르다. 하녀와 당구대 위에서 성관계를 가진 것이 그의 죽음을 촉진했다는 소문이 있지만,[18][21] 이 설명은 논란이 있으며, 다른 출처들은 그가 폐렴으로 사망했다고 기술하고 있다.[22]
- 1895년부터 1899년까지 프랑스 대통령이었던 펠릭스 포르는 정부 마르그리트 슈타인하일로부터 구강성교를 받던 중 사망했다고 널리 보고되고 있다. 사망 원인은 뇌출혈로 기록되었다. 목격자들은 그가 부분적으로 옷을 벗은 상태였다고 진술했다. 이 버전은 일부 역사학자들에 의해 논란이 되고 있다.[1][21][23]
- 많은 작품을 쓴 저명한 예수회 신학자였던 장 다니엘루 추기경은 1974년 69세의 나이로 파리의 매춘업소에서 사망했다. 그가 찾아간 매춘부는 그가 자선을 전달하고 있었다고 말했지만, 일부는 이 설명을 믿지 않았다.[18]
- 미국의 전 부통령이자 록펠러 가문 재산의 상속자인 넬슨 록펠러는 1979년 70세의 나이로 심장마비로 사망했는데, 그의 비서 메건 마셕과의 성교 중 오르가즘에 의해 유발되었다는 소문이 있다. 그의 죽음을 둘러싼 특이한 상황으로 인해 《뉴욕 매거진》은 "넬슨은 자신이 가고 있다고 생각했지만, 실제로는 떠나고 있었다"라고 농담했다. 그의 죽음에 대한 동시대의 설명들은 크게 달랐고, 성급한 화장으로 인해 정확한 사망 원인이 불확실하게 되었다.[24]
- 일본 작가 도가와 이사무는 1983년 만성 부정맥으로 인한 심부전으로 사망했다. 마키 타로에 따르면, 도가와는 호텔 방에서 성교 중에 사망했다.[25] 도가와의 동생 기쿠무라 이타루도 도가와가 성행위 중에 사망했다고 말했지만, 이는 와타나베 쓰네오에 의해 부인되었다.[26]

## 같이 보기
- 홀로색밝힘사망
- 질식성애증
- 네크로필리아